# Philippe Adams
Philippe Adams (Moeskroen, 19 november 1969) is een voormalig Belgisch Formule 1-coureur.
In 1994 reed hij twee races voor het Team Lotus, door omgerekend 250.000 euro geleend privé-geld te betalen, in de hoop zichzelf in de kijker te rijden en zo sponsors aan te trekken. In de Grand Prix Formule 1 van België spinde hij echter van de baan, en tijdens de Grand Prix Formule 1 van Portugal moest hij het stellen met een 16de plaats. Door zijn resultaten in F1 te verzekeren en door sponsoring heeft hij 175.000 euro gerecupereerd.
'Voor het restant heb ik tien jaar afbetaald. Door te gaan werken, zoals iedereen.' - Philippe Adams
Momenteel werkt hij als autoverkoper bij Seat.
Naast de Formule 1 heeft hij ook in andere klassen geracet. In 1991 wist hij in het Japans Formule 3-kampioenschap 12e te worden en tweede in het Britse Formule 3-kampioenschap van 1992. In 1993 werd hij zelfs kampioen in het Brits Formule 2-kampioenschap. In 1994 reed hij ook in de Belgische Procars voor het team van Audi en twee races in de DTM. Ook in 1995 reed hij in de Procars. In 1996 reed hij langeafstandsraces in een Dodge Viper en de Gillet Vertigo. Hij raakte een tijd uitgeschakeld door een oogblessure.